# Britt Hobart
Britt Hobart, es un personaje ficticio de la serie de televisión australiana Home and Away, interpretada por la actriz Diana Glenn en el 2010.

## Biografía
Britt llegó a la bahía para enseñar clases de diseño en a escuela Summer Bay High. 
Inteligente, elegante y superchic Britt Hobart es una mujer que sabe lo que quiere y cómo obtenerlo, sin importarle los medios. Su lucha por subir en el mundo de la moda ha sido duro, sin embargo ha logrado tener éxito con su marca y desarrollado un buen ojo para la moda vanguardista a lo largo del tiempo. 
Su estilo impecable llama la atención a donde quiera que vaya. Sin embargo Britt ha entrado en unos años lentos lo que la han obligado a hacer trabajo extra y cuando acepta un trabajo ocasional ayudando a los estudiantes de diseño en Summer Bay usará lo necesario para aprovecharse.
A su llegada Nicole Franklin queda emocionada, ya que es una fiel seguidora de Britt y queda encantada cuando Britt le ofrece empezar a practicar con ella, pero el entusiasmo comienza a acabarse cuando Britt le da órdenes a Nicole no relacionadas con la moda como ir a buscar café, la comida o escuchar a Britt quejarse de su novio Rodrigo, esto ocasiona que Nicole comience a darse cuenta de que su gran oportunidad en el mundo de la moda no es tan grande después de todo.
Poco después Nicole se ofrece a ayudar a Britt con los diseños que está haciendo, sin embargo las cosas comienzan a ponerse tensas cuando Britt se da el crédito por algunos diseños de trajes de baño que Nicole hizo. Luego de tomar el coraje para enfrentar a Britt, toda la clase la apoyó.